# خايرو
خايرو (6 مايو 1992 في البرازيل - ) هو لاعب كرة قدم برازيلي في مركز الهجوم. لعب مع بوتافوغو ريغاتاس ونادي إنترناسيونال ونادي باوك ونادي ترنتشين ونادي مادوريرا.

## وصلات خارجية
- خايرو على موقع قاعدة بيانات كرة القدم.إي يو (الإنجليزية)
- خايرو على موقع Soccerway.com (الإنجليزية)
- خايرو على موقع عالم كرة القدم.نت (الإنجليزية)